# Liste von Persönlichkeiten der Stadt Emmerich am Rhein
Die Liste von Persönlichkeiten der Stadt Emmerich am Rhein enthält:
1. alle Ehrenbürger der Stadt Emmerich.
2. im Stadtgebiet Emmerich in seiner heutigen Ausdehnung geborene Persönlichkeiten, chronologisch nach Geburtsjahr aufgelistet; unerheblich, ob sie ihren späteren Wirkungskreis in Emmerich hatten oder nicht.
3. bekannte Einwohner der Stadt Emmerich, chronologisch nach Geburtsjahr aufgelistet; eine Übersicht von Persönlichkeiten, die in Emmerich gelebt beziehungsweise gewirkt haben, jedoch nicht dort geboren sind.
4. die Bürgermeister der Stadt Emmerich.

Bis auf den Absatz Ehrenbürger erhebt die Liste keinen Anspruch auf Vollständigkeit.

## Ehrenbürger
Personen, die sich um das Wohl der Stadt Emmerich am Rhein im kulturellen, politischen, wirtschaftlichen, sozialen, sportlichen oder in einem sonstigen Bereich besonders verdient gemacht haben, können geehrt werden. Personen, die sich um das Wohl der Stadt Emmerich am Rhein in hervorragender Weise verdient gemacht haben, können zu Ehrenbürgern ernannt werden. Die Ernennung zum Ehrenbürger ist die höchste Ehrung durch die Stadt Emmerich am Rhein. Daneben gibt es die silberne Ehrenplakette und den goldenen Ehrenring als Möglichkeiten der Auszeichnung.
Ehrenbürger der Stadt Emmerich • Ehrenbürger der Gemeinde Elten
| Verleihung                     | Name                                       | geb.                           | in                             | gest.                          | in                             | Position                                                                     | Verdienst |
| Ehrenbürger der Stadt Emmerich | Ehrenbürger der Stadt Emmerich             | Ehrenbürger der Stadt Emmerich | Ehrenbürger der Stadt Emmerich | Ehrenbürger der Stadt Emmerich | Ehrenbürger der Stadt Emmerich | Ehrenbürger der Stadt Emmerich                                               | Ehrenbürger der Stadt Emmerich |
| ------------------------------ | ------------------------------------------ | ------------------------------ | ------------------------------ | ------------------------------ | ------------------------------ | ---------------------------------------------------------------------------- | --- |
| 19.01.1875                     | Georg Kraushaar                            | 1785                           | Issum                          | 1880                           |                                | Wasserbau- und Deichinspektor                                                | wasserbautechnischer Einsatz für die Uferböschung der Stadt |
| 26.06.1882                     | Andreas Dederich                           | 1804                           | Bonn                           | 1886                           | Emmerich                       | Professor am staatlichen Gymnasium                                           | Verdienste um die Stadtgeschichte |
| 26.05.1897                     | Otto Reinhardt                             | 1819                           | Neuwied                        | 1907                           |                                | evangelischer Pfarrer                                                        | Stiftungen für Arme und für den Rheinpark |
| 29.05.1897                     | Jakob Troost                               | 1820                           | Winnekendonk                   | 1899                           | Emmerich                       | katholischer Pfarrer                                                         | Verdienste um Krankenhaus und Waisenhaus |
| 29.11.1901                     | Bernhard Sprickmann Kerkerinck             | 1837                           | Siegen                         | 1915                           | Warendorf                      | Amtsgerichtsrat                                                              | Stiftung zur Versorgung von Säuglingen und Kranken |
| 20.11.1930                     | Max Ostermayer                             | 1860                           | Weilheim an der Teck           | 1942                           |                                | Kaufmann                                                                     | langjährige Verdienste für die Stadt, als ehrenamtlicher Beigeordneter, Stadtverordneter und Vorsitzender des Ausschusses für die Verteilung von Lebensmitteln |
| 1.03.1962                      | Eugen Reintjes                             | 1884                           | Emmerich                       | 1966                           | Hameln                         | Fabrikant                                                                    | Förderung des Sports und der Gesundheit |
| 21.09.1968                     | Carl von Gimborn                           | 1885                           | Emmerich                       | 1974                           | Emmerich                       | Fabrikant                                                                    | Verdienste um die Stadt und ihre Wirtschaft sowie Unterstützung karitativer und kirchlicher Einrichtungen                                                      |
| 11.12.2007                     | Wilhelm Pieper                             | 1918                           | Emmerich                       | 2007                           | Emmerich am Rhein              | Postbeamter, Bürgermeister und Landtagsabgeordneter                          | besondere Verdienste um den Bau der Rheinbrücke, der Bäder, des Stadions und des Stadttheaters                                                                 |
| Ehrenbürger der Gemeinde Elten |                                            |                                |                                |                                |                                |                                                                              | |
| 1930                           | Eduard Zeck                                | 1862                           | Düsseldorf                     | 1940                           |                                | 41 Jahre Bürgermeister des Amtes Elten                                       | |
| 1931                           | Johann Roelevink                           | 1853                           |                                | 1938                           |                                | Postsekretär a. D., Beigeordneter, kommissarischer Bürgermeister und Rendant | |
| 1932                           | Maximilian Freiherr Lochner von Hüttenbach | 1859                           | Regensburg                     | 1942                           | Lindau im Bodensee             | Land- und Forstwirt                                                          | |

Ehrenbürger aus den Ortsteilen Borghees, Hüthum, Klein-Netterden, Dornick, Praest und Vrasselt sind nicht bekannt.

### Ehemalige Ehrenbürger
Am 27. August 1933 beschloss der NSDAP-dominierte Stadtrat, aus Anlass des 700-jährigen Stadtjubiläums dem preußischen Ministerpräsidenten Hermann Göring, dessen Vorfahren aus Emmerich stammten, das Ehrenbürgerrecht anzutragen. Am 3. Juni 1934 wurde Göring empfangen und der Ehrenbürgerbrief ausgehändigt. Mehr als sechs Jahrzehnte später erkannte der Rat ihm die Ehrenbürgerwürde wieder ab.

## Söhne und Töchter der Stadt

Söhne und Töchter der Stadt
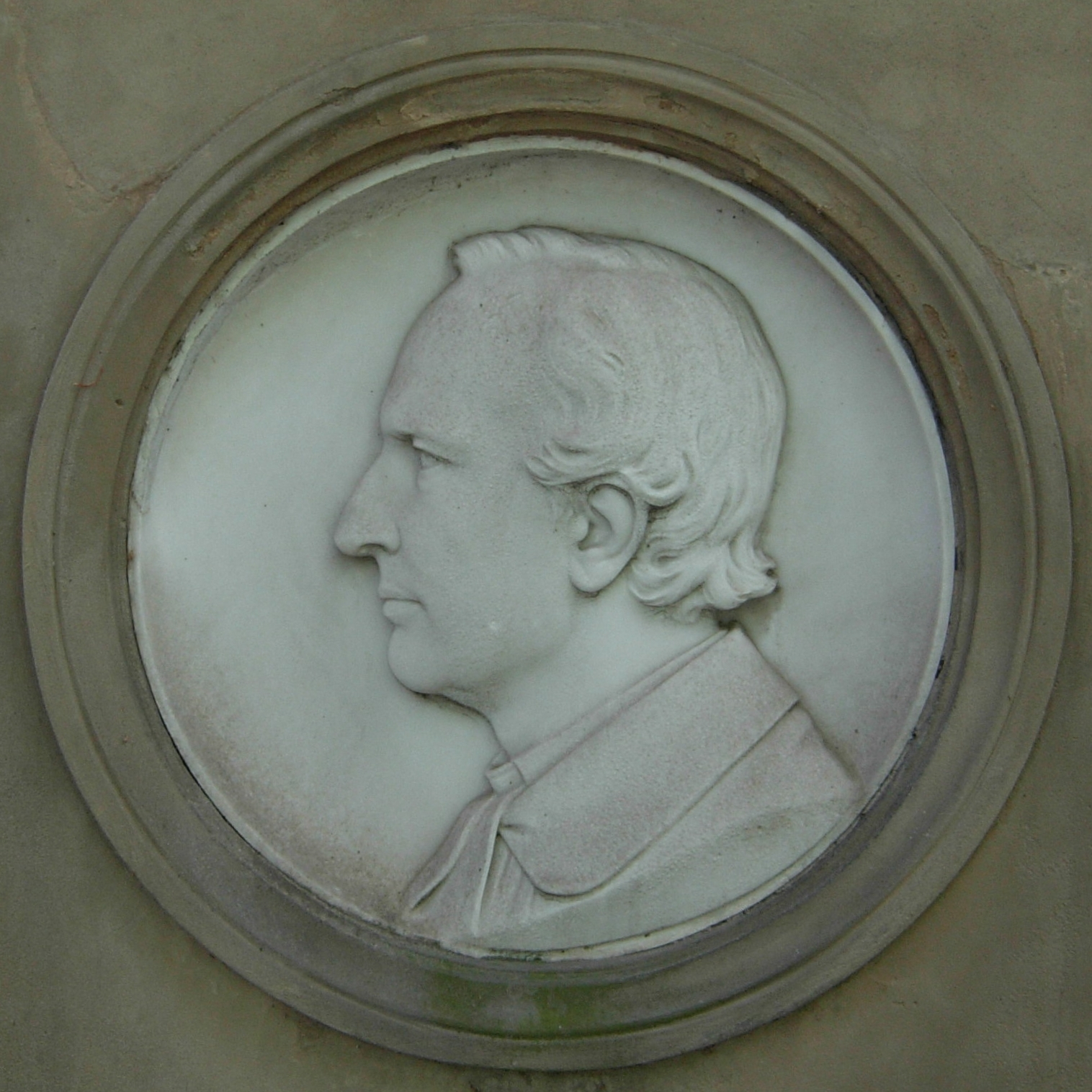
Albrecht Wolters
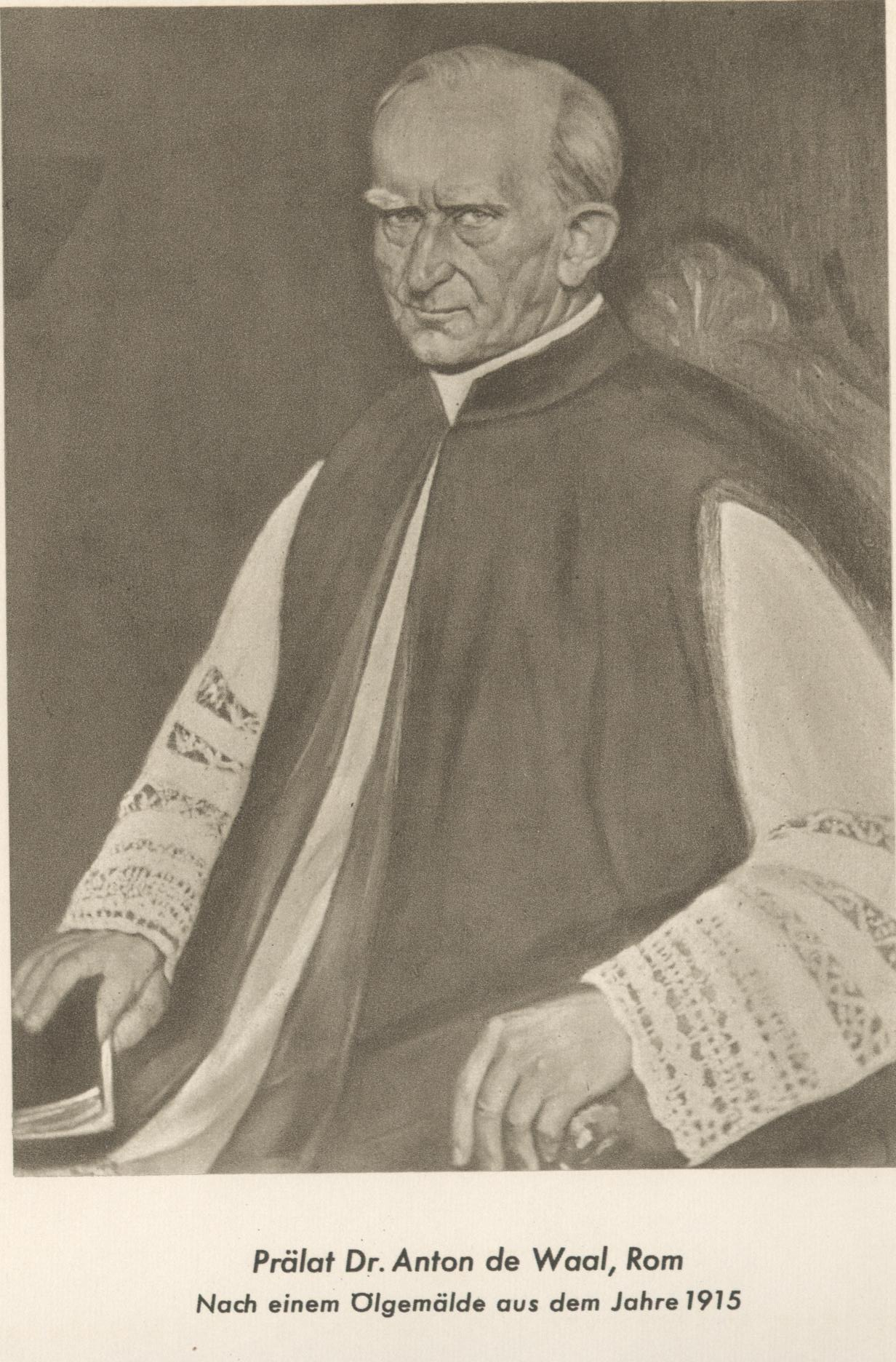
Anton de Waal
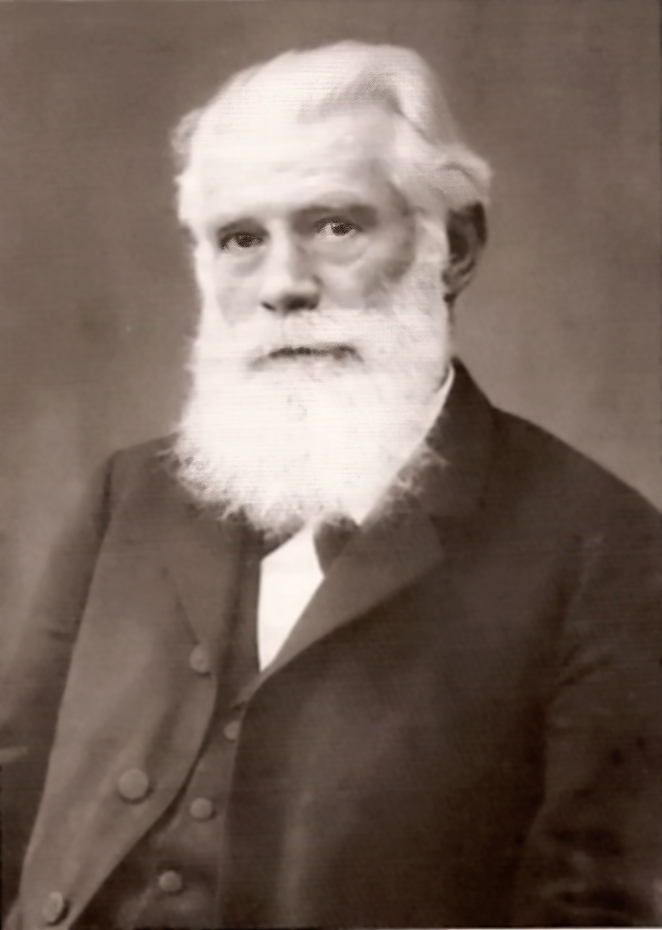
Theodor von Gimborn
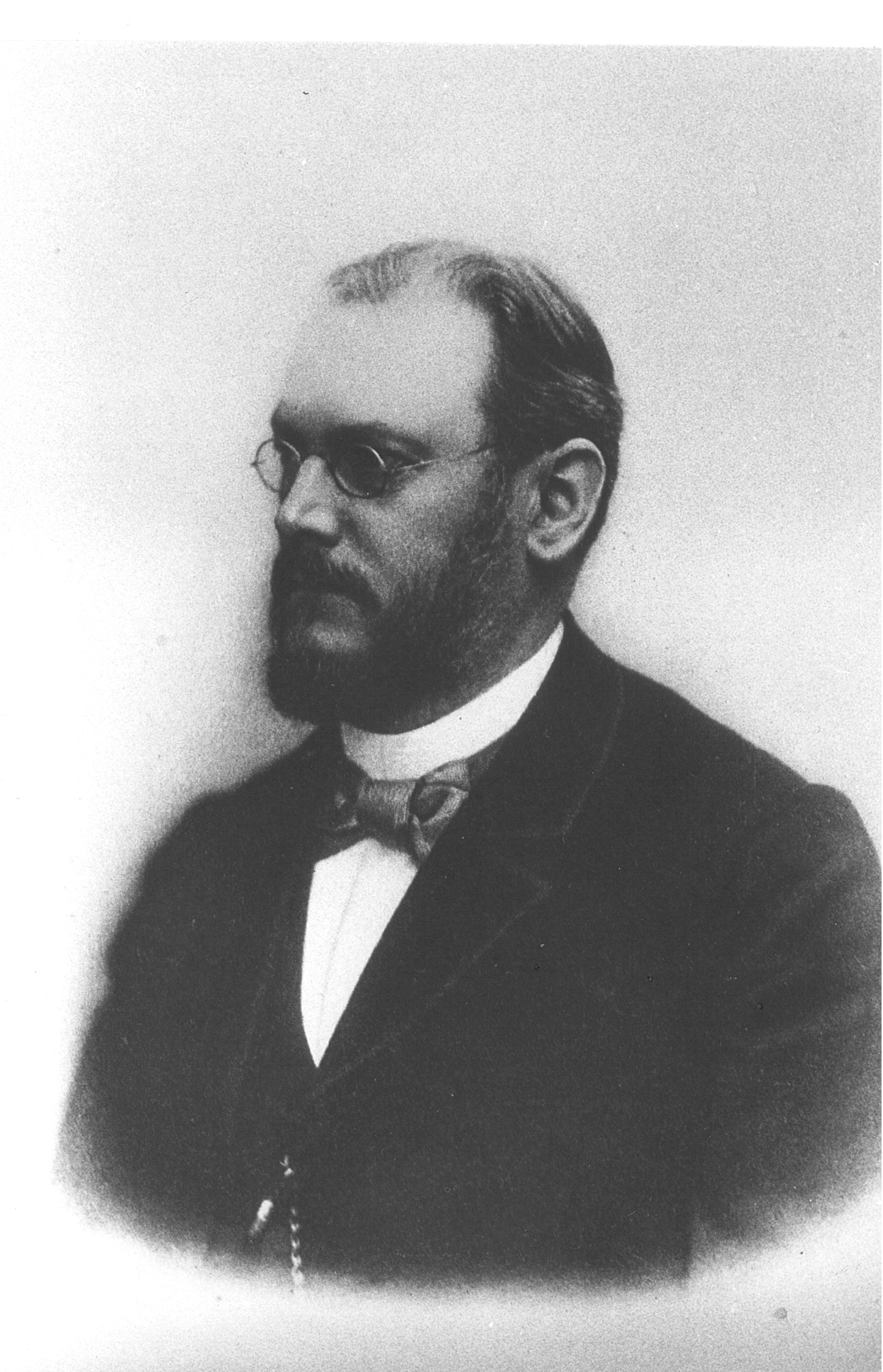
Ernst Becker
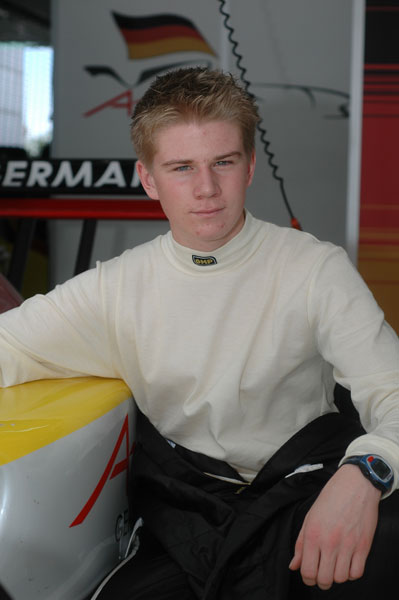
Nicolas Hülkenberg

16. Jahrhundert • 17. Jahrhundert • 19. Jahrhundert • 20. Jahrhundert
| Name                      | geb.            | in              | gest.           | in                   | Beruf / Bemerkungen                                                                                          |
| 16. Jahrhundert           | 16. Jahrhundert | 16. Jahrhundert | 16. Jahrhundert | 16. Jahrhundert      | 16. Jahrhundert                                                                                              |
| ------------------------- | --------------- | --------------- | --------------- | -------------------- | --- |
| Heinrich Himmel           | vor 1516        | Emmerich        | nach 1529       | Altenburg            | lutherischer Theologe und Reformator                                                                         |
| Tilmann Bredenbach        | 1526            | Emmerich        | 1587            | Köln                 | römisch-katholischer Geistlicher und Theologe                                                                |
| Gottfried Mascop          | vor 1550        | Emmerich        | nach 1577       |                      | Kartograf |
| Jodocus Kedd              | 1597            | Emmerich        | 1657            | Wien                 | Jesuit und Kontroverstheologe                                                                                |
| 17. Jahrhundert           |                 |                 |                 |                      | |
| Agnes Block               | 1629            | Emmerich        | 1704            | Amsterdam            | niederländische Kunstsammlerin und -mäzenin sowie Sammlerin tropischer Pflanzen                              |
| Pieter Valckenier         | 1641            | Emmerich        | 1712            | Den Haag             | niederländischer Jurist und Diplomat                                                                         |
| 19. Jahrhundert           |                 |                 |                 |                      | |
| Heinrich Gisbert Rütjes   | 1811            | Emmerich        | 1886            | Emmerich             | Priester und Politiker                                                                                       |
| Friedrich August Schwartz | 1816            | Emmerich        | 1892            |                      | Politiker |
| Albrecht Wolters          | 1822            | Emmerich        | 1878            | Halle (Saale)        | evangelisch-unierter Theologe                                                                                |
| Emil Pahlke               | 1828            | Emmerich        | 1893            |                      | preußischer Bürgermeister                                                                                    |
| Ehrenfried Leichel        | 1828            | Emmerich        | 1905            | Arnheim              | deutsch-niederländischer Orgelbauer                                                                          |
| Heinrich von Gimborn      | 1830            | Emmerich        | 1893            | Emmerich             | Apotheker und Unternehmer                                                                                    |
| Guido von Müntz           | 1831            | Emmerich        | unbek.          |                      | Verwaltungsjurist und Landrat                                                                                |
| Anton de Waal             | 1837            | Emmerich        | 1917            | Rom                  | katholischer Priester, Prälat, Historiker und Buchautor                                                      |
| Bernhard Herschel         | 1837            | Emmerich        | 1905            | Mannheim             | Stadtrat und Kaufmann                                                                                        |
| August Bechem             | 1838            | Emmerich        | 1873            | Duisburg             | Ingenieur und Industrieller                                                                                  |
| Friedrich Nippold         | 1838            | Emmerich        | 1918            | Oberursel            | protestantischer Theologe                                                                                    |
| Heinrich Ernst Göring     | 1838            | Emmerich        | 1913            | München              | Jurist und Kolonialbeamter                                                                                   |
| Theodor von Gimborn       | 1840            | Emmerich        | 1916            | Emmerich             | Ingenieur und Industrieller                                                                                  |
| Ernst Becker              | 1843            | Emmerich        | 1912            | Freiburg im Breisgau | Astronom |
| Albert Villaret           | 1847            | Emmerich        | 1911            | Eisenach             | Militärarzt                                                                                                  |
| Theodor Goecke            | 1850            | Emmerich        | 1919            | Berlin               | Architekt und Städteplaner                                                                                   |
| Christian Havestadt       | 1852            | Emmerich        | 1908            | Berlin               | Architekt und Königlicher Baurat                                                                             |
| Friedrich Müller          | 1855            | Emmerich        | 1914            | Steglitz             | Wasserbauingenieur und Baurat                                                                                |
| Wilhelm Dewitz von Woyna  | 1857            | Emmerich        | 1930            | Poggenhagen          | preußischer Verwaltungsjurist und Landrat                                                                    |
| Carl Brockhausen          | 1859            | Emmerich        | 1951            | Kitzbühel            | österreichischer Verwaltungsjurist                                                                           |
| Felix Lensing             | 1859            | Hüthum          | 1924            | Hüthum               | Landwirt und Politiker                                                                                       |
| Heinrich Mehler           | 1859            | Emmerich        | 1926            | Georgensgmünd        | Mediziner |
| Georg van Eyck            | 1869            | Emmerich        | 1951            | Öflingen             | Unternehmer und Reichstagsabgeordneter                                                                       |
| Karl Budding              | 1870            | Emmerich        | 1945            | Harz                 | Verwaltungsjurist                                                                                            |
| Ernst Diehl               | 1874            | Emmerich        | 1947            | München              | klassischer Philologe und Epigraphiker                                                                       |
| Julius Gipkens            | 1883            | Emmerich        | um 1968         | New York             | Gebrauchsgrafiker                                                                                            |
| Eugen Reintjes            | 1884            | Emmerich        | 1966            | Hameln               | Ehrenbürger, niederländischer Fabrikant, Förderer des Sports                                                 |
| Karl Scheele              | 1884            | Emmerich        | 1966            | Emmerich             | Chirurg |
| Eduard Künneke            | 1885            | Emmerich        | 1953            | Berlin               | Operettenkomponist                                                                                           |
| Carl von Gimborn          | 1885            | Emmerich        | 1974            | Emmerich             | Ehrenbürger, Fabrikant                                                                                       |
| Heinrich Weinstock        | 1889            | Elten           | 1960            | Bad Homburg v.d.Höhe | Philosoph und Pädagoge                                                                                       |
| Berthold Sander           | 1890            | Emmerich        | nach 1941       |                      | Dirigent und Chorleiter                                                                                      |
| Gregor Schwake OSB        | 1892            | Emmerich        | 1967            | Billerbeck           | Kirchenmusiker, Komponist und Dichter, Nazigegner                                                            |
| Theo Huefnagels           | 1897            | Emmerich        | 1983            |                      | Politiker |
| Johannes Derksen          | 1898            | Emmerich        | 1973            | Emmerich             | katholischer Priester und Schriftsteller                                                                     |
| 20. Jahrhundert           |                 |                 |                 |                      | |
| Ernst Kreytenberg         | 1904            | Emmerich        | nach 1962       |                      | Architekt |
| Werner Müller             | 1907            | Emmerich        | 1990            | Bad Urach            | Ethnologe |
| Gottfried Wolters         | 1910            | Emmerich        | 1989            | Emmerich             | Chorleiter und Komponist                                                                                     |
| Kurt Kranz                | 1910            | Emmerich        | 1997            | Wedel                | Maler, Grafiker, Photograph und Hochschullehrer                                                              |
| Ernst van Aaken           | 1910            | Emmerich        | 1984            | Schwalmtal-Waldniel  | Sportmediziner und Trainer                                                                                   |
| Johannes Bours            | 1913            | Elten           | 1988            | Coesfeld             | römisch-katholischer Theologe und Schriftsteller                                                             |
| Wilm ten Haaf             | 1915            | Emmerich        | 1995            | München              | Regisseur und Drehbuchautor                                                                                  |
| Wilhelm Pieper            | 1918            | Emmerich        | 2007            | Emmerich am Rhein    | Ehrenbürger, Kommunal- und Landespolitiker                                                                   |
| Hans Pickers              | 1924            | Emmerich        | 2005            | Emmerich am Rhein    | Kommunalpolitiker und ehrenamtlicher Landrat                                                                 |
| Albrecht Beckel           | 1925            | Emmerich        | 1993            | Münster              | Jurist und Politiker                                                                                         |
| Karl van Hall             | 1926            | Emmerich        | 2014            |                      | Politiker |
| Rolf Klein                | 1927            | Emmerich        | 2018            |                      | Verwaltungsjurist                                                                                            |
| Margarete Verstegen       | 1929            | Emmerich        | 2008            | Emmerich am Rhein    | Politikerin                                                                                                  |
| Hans-Dieter Künne         | 1930            | Emmerich        | 2017            | Stuttgart            | Bauingenieur und Stuttgarter technischer Bürgermeister                                                       |
| Gregor Hövelmann          | 1930            | Emmerich        | 1986            | Geldern              | Lehrer, Historiker und Archivar                                                                              |
| Hein Driessen             | 1932            | Emmerich        | 2025            | Emmerich am Rhein    | Maler |
| Friedrich Leinung         | 1934            | Emmerich        | 2015            | Kleve                | katholischer Pfarrer                                                                                         |
| Inge Jansen               | 1935            | Emmerich        |                 |                      | Ordensfrau (MMS)                                                                                             |
| Günter Warthuysen         | 1937            | Emmerich        |                 |                      | Verwaltungsbeamter und Lokalhistoriker                                                                       |
| Kurt van Haaren           | 1938            | Emmerich        | 2005            | Delmenhorst          | Gewerkschaftsvorsitzender                                                                                    |
| Norbert Giltjes           | 1942            | Emmerich        | 1998            |                      | Politiker |
| Karl Noltze               | 1944            | Emmerich        |                 |                      | Politiker, Präsident der Landesdirektion                                                                     |
| Angelika Köster-Loßack    | 1947            | Emmerich        | 2020            | Heidelberg           | Politikerin                                                                                                  |
| Dieter Geerlings          | 1947            | Emmerich        |                 |                      | katholischer Geistlicher und emeritierter Weihbischof in Münster                                             |
| Holger Bohne              | 1948            | Emmerich        | 2022            | Hamburg              | Rallye- und Rennfahrer                                                                                       |
| Friedrich Wilhelm Ploeger | 1949            | Emmerich        |                 |                      | Generalleutnant der Luftwaffe                                                                                |
| Meinolf Peters            | 1952            | Emmerich        |                 |                      | Psychologe, Psychotherapeut und Hochschullehrer                                                              |
| Rainer Bonhof             | 1952            | Emmerich        |                 |                      | niederländisch-deutscher Fußball-Nationalspieler (Weltmeister 1974) und Trainer                              |
| Ulrich Surau              | 1952            | Emmerich        |                 |                      | Fußballspieler                                                                                               |
| Matthias Henke            | 1953            | Emmerich        |                 |                      | Musikwissenschaftler, Musiker und Komponist                                                                  |
| Johannes Diks             | 1953            | Emmerich        |                 |                      | Kommunalpolitiker, ehemaliger Bürgermeister                                                                  |
| Edda Ahrberg              | 1954            | Emmerich        |                 |                      | evangelische Theologin, Landesbeauftragte für die Unterlagen des Staatssicherheitsdienstes in Sachsen-Anhalt |
| Hans Pixa                 | 1954            | Emmerich        |                 |                      | Jurist, ehemaliger Oberkreisdirektor/Landrat                                                                 |
| Hubertus Zdebel           | 1954            | Emmerich        |                 |                      | Journalist und Politiker (MdB)                                                                               |
| Magdalene Heuvelmann      | 1959            | Emmerich        |                 |                      | Historikerin, Autorin und Bürgermeisterin                                                                    |
| Berthold Bisselik         | 1962            | Emmerich        |                 |                      | Basketballtrainer                                                                                            |
| Marko Woytowicz           | 1963            | Emmerich        |                 |                      | Schauspieler, Sänger und ehemaliger Basketballspieler                                                        |
| Iris Bettray              | 1963            | Emmerich        |                 |                      | Fernsehproduzentin und Autorin                                                                               |
| Heinz Gröning             | 1965            | Emmerich        |                 |                      | Kabarettist und Musiker („Der unglaubliche Heinz“)                                                           |
| Markus Giltjes            | 1966            | Emmerich        |                 |                      | Maler, Musiker und Medienkünstler                                                                            |
| Jan-Heiner Tück           | 1967            | Emmerich        |                 |                      | römisch-katholischer Theologe                                                                                |
| Guido Hüsgen              | 1969            | Emmerich        |                 |                      | Sportreporter                                                                                                |
| Carsten Püttmann          | 1970            | Emmerich        |                 |                      | Mathematiker und Pädagoge                                                                                    |
| Marcel van Ackeren        | 1971            | Emmerich        |                 |                      | Philosoph und Philosophiehistoriker                                                                          |
| Charlie Martin            | 1972            | Emmerich        |                 |                      | Zauberkünstler                                                                                               |
| Daniel Engelbarts         | 1973            | Emmerich        |                 |                      | Unternehmer und „SAT.1-Spar-Detektiv“                                                                        |
| Mustafa Alin              | 1977            | Emmerich        |                 |                      | deutsch-kurdischer Schauspieler                                                                              |
| Alexander Müller          | 1979            | Emmerich        |                 |                      | Rennfahrer                                                                                                   |
| Kira Alin                 | 1981            | Emmerich        |                 |                      | Journalistin und Fernsehmoderatorin                                                                          |
| Eva-Maria Roelevink       | 1984            | Emmerich        |                 |                      | Historikerin                                                                                                 |
| Marcel Zimmermann         | 1985            | Emmerich        |                 |                      | Tennisspieler                                                                                                |
| Nico Hülkenberg           | 1987            | Emmerich        |                 |                      | Formel-1-Rennfahrer                                                                                          |
| Ann-Kathrin Götze         | 1989            | Emmerich        |                 |                      | Model |
| Philine von Bargen        | 1991            | Emmerich        |                 |                      | Fußballspielerin                                                                                             |
| Robin Gosens              | 1994            | Emmerich        |                 |                      | Fußballspieler                                                                                               |
| Ivana Hoffmann            | 1995            | Emmerich        | 2015            | Tell Tamer, Syrien   | Kommunistin und Milizionärin                                                                                 |

## Persönlichkeiten, die vor Ort gewirkt haben

Persönlichkeiten vor Ort
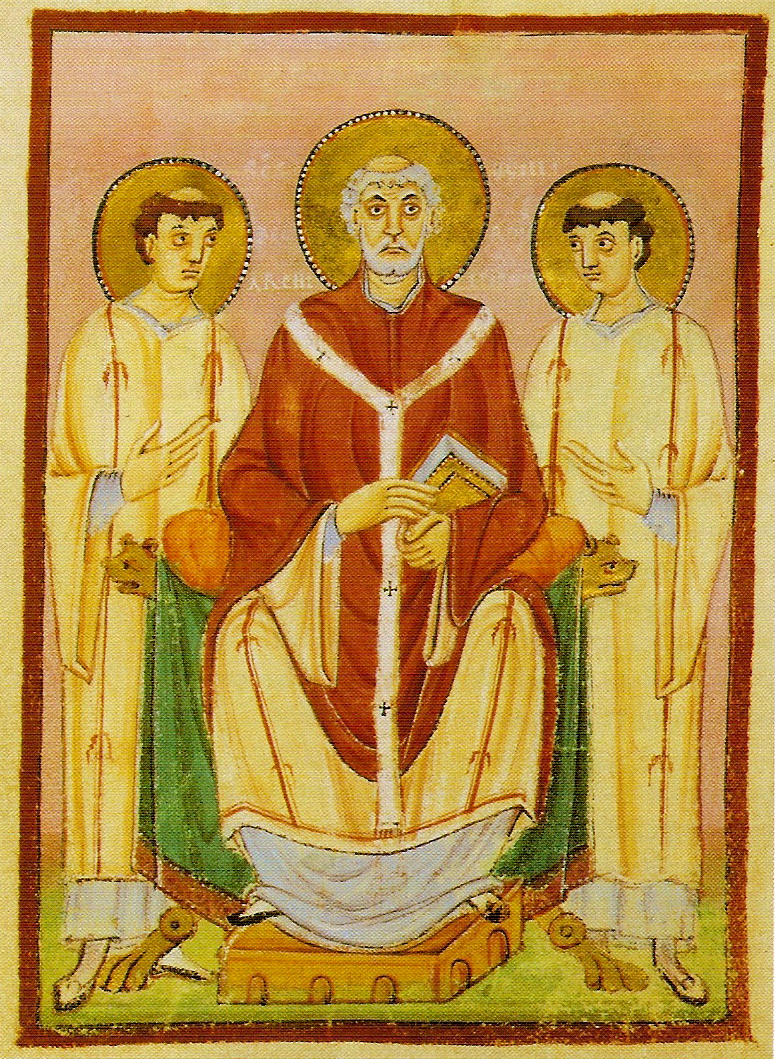
Willibrord
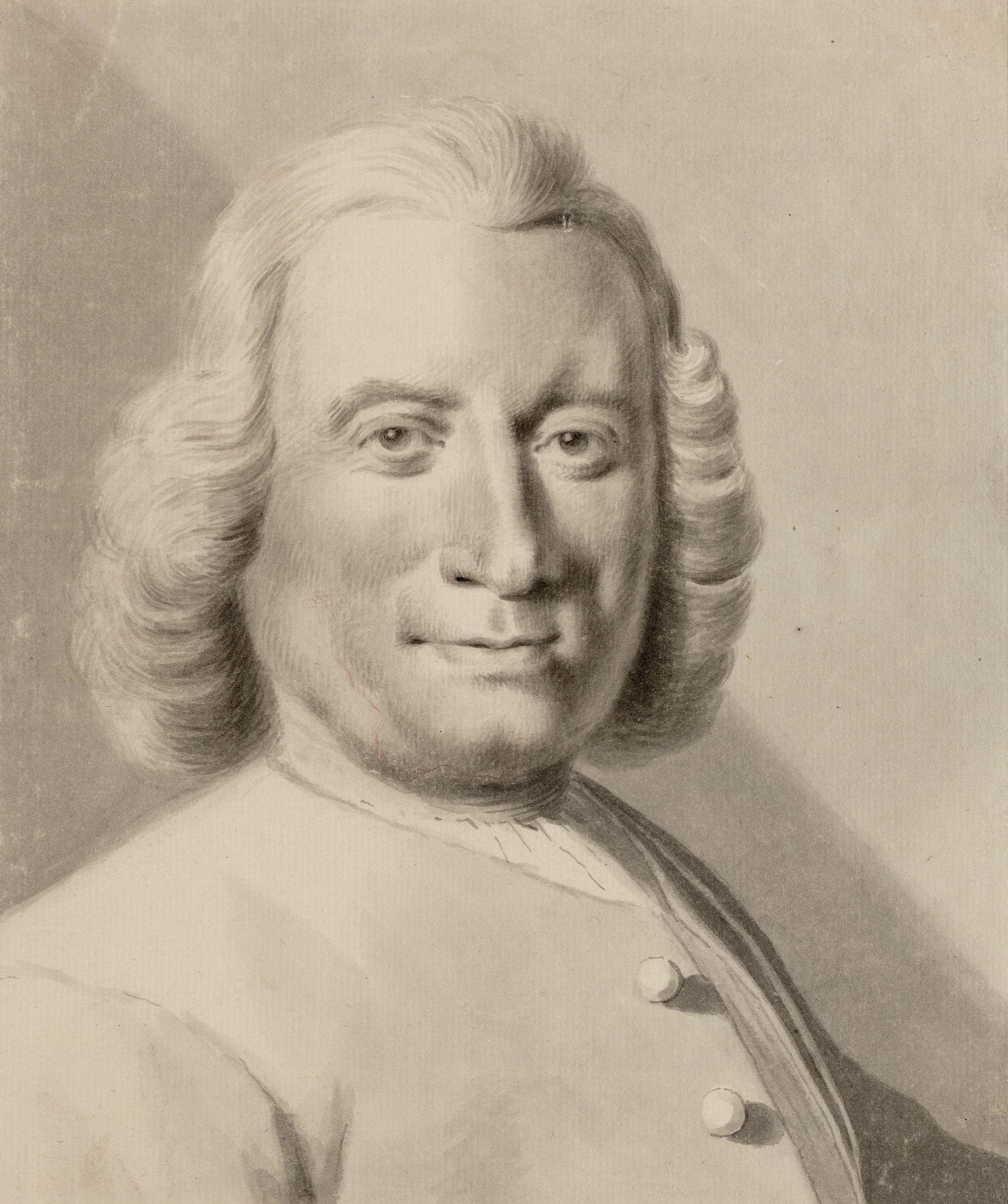
Jan de Beijer
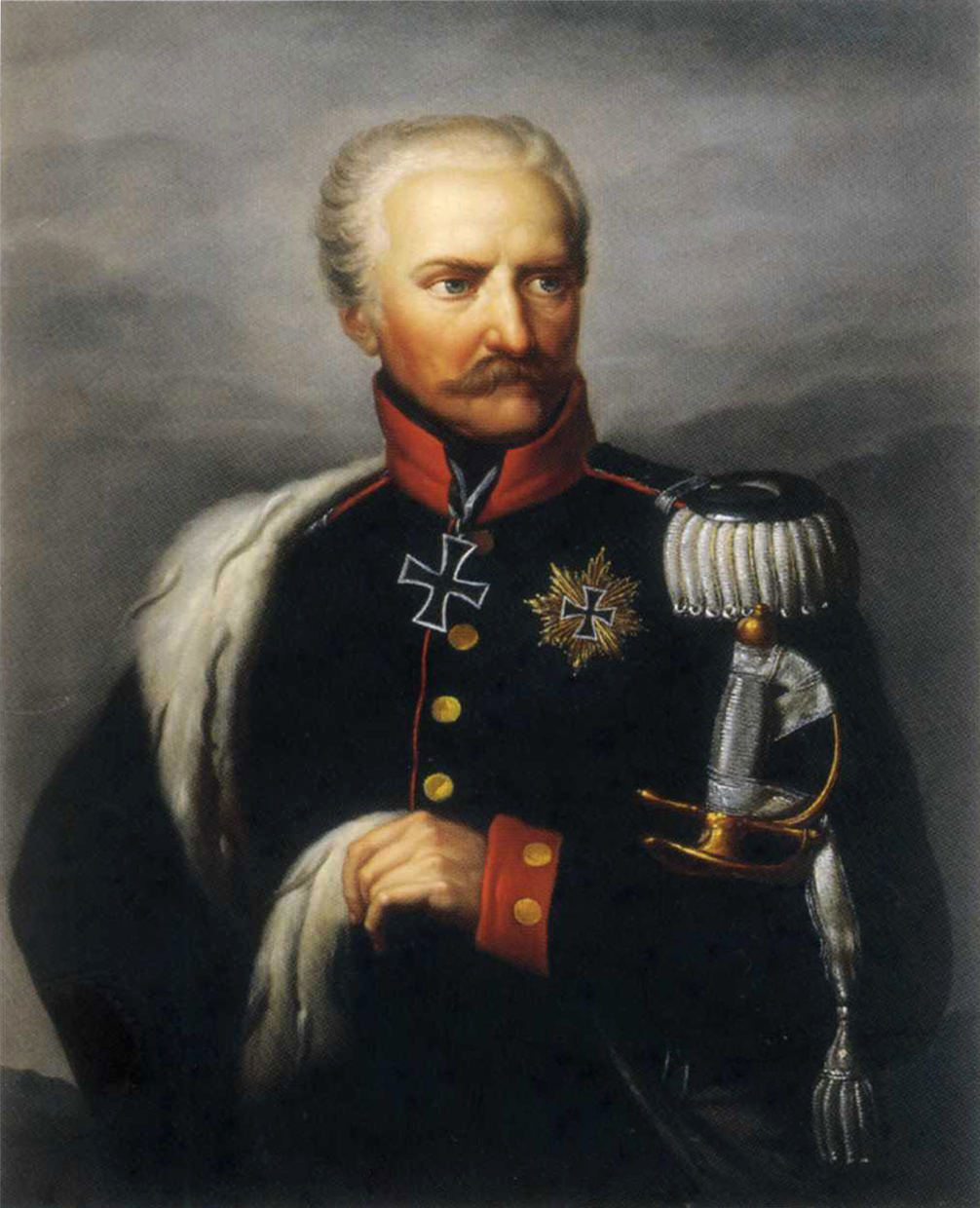
Gebhard Leberecht von Blücher
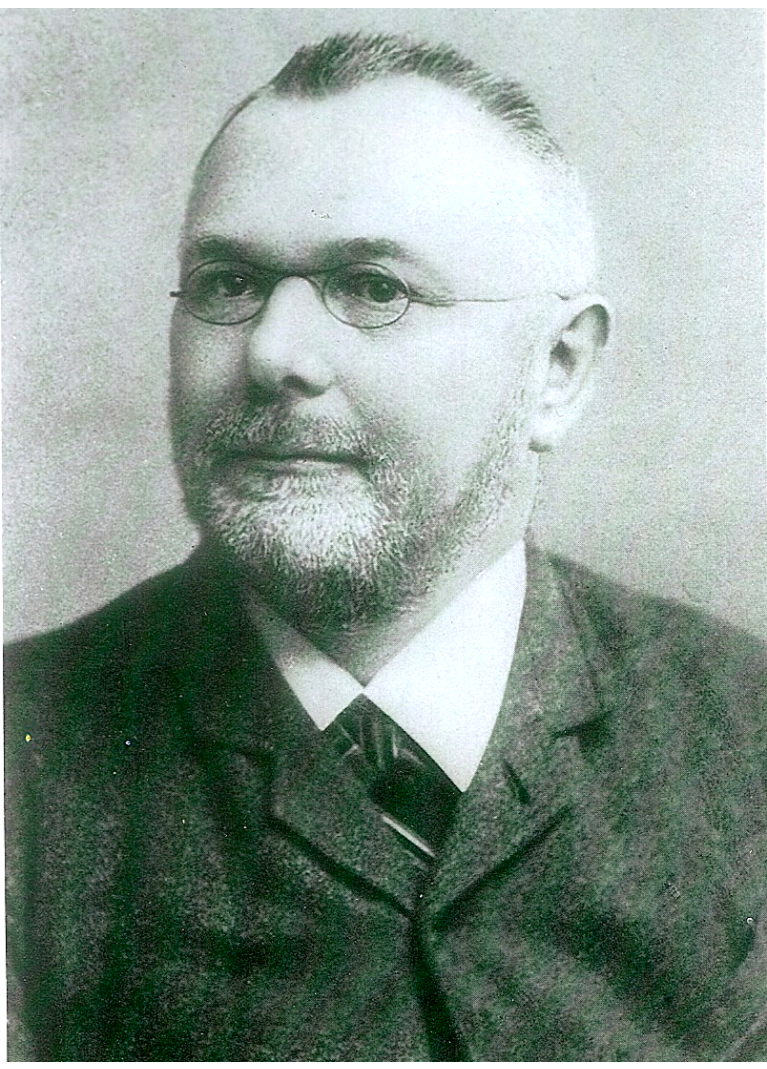
Wilhelm Jacob van Bebber
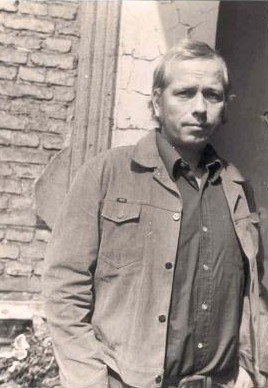
Nicolas Born

7. Jahrhundert • 11. Jahrhundert • 15. Jahrhundert • 16. Jahrhundert • 17. Jahrhundert • 18. Jahrhundert • 19. Jahrhundert • 20. Jahrhundert
| Name                                       | geb.           | in                   | gest.          | in                              | Beruf / Bemerkungen                                       |
| 7. Jahrhundert                             | 7. Jahrhundert | 7. Jahrhundert       | 7. Jahrhundert | 7. Jahrhundert                  | 7. Jahrhundert                                            |
| ------------------------------------------ | -------------- | -------------------- | -------------- | ------------------------------- | --------------------------------------------------------- |
| Willibrord                                 | um 658         | Northumbria          | 739            | Echternach                      | angelsächsischer Missionar                                |
| 11. Jahrhundert                            |                |                      |                |                                 |                                                           |
| Andreas von Kuik                           | 1070           |                      | 1139           |                                 | Bischof von Utrecht                                       |
| 15. Jahrhundert                            |                |                      |                |                                 |                                                           |
| Alexander Hegius                           | 1433           | Heek bei Ahaus       | 1498           | Deventer                        | Humanist                                                  |
| Jacob Montanus                             | 1460           | Gernsbach            | 1534           | Herford                         | evangelischer Theologe, Humanist und Reformator           |
| Matthias Bredenbach                        | 1499           | Kierspe              | 1559           | Emmerich                        | Humanist und Pädagoge                                     |
| 16. Jahrhundert                            |                |                      |                |                                 |                                                           |
| Theodor Fabricius                          | 1501           | Anholt               | 1570           | Zerbst                          | evangelischer Theologe und Reformator                     |
| Petrus Medmann                             | 1507           | Köln                 | 1584           | Emden                           | Theologe und Diplomat der Reformationszeit                |
| Hermann von Weinsberg                      | 1518           | Köln                 | 1597           | Köln                            | Ratsherr in Köln                                          |
| Nikolaus von Langenberg                    | 1575 oder 1576 | Wipperfürth          | um 1627        |                                 | Jurist und Diplomat                                       |
| Johannes Grevius                           | 1584           | Büderich             | 1622           | während einer Reise nach Speyer | remonstratensischer Theologe und Kämpfer gegen die Folter |
| Werner Teschenmacher                       | 1590           | Elberfeld            | 1638           | Xanten                          | Annalist, Humanist und reformierter Theologe              |
| 17. Jahrhundert                            |                |                      |                |                                 |                                                           |
| Johannes Heringsdorf                       | 1606           | Neuenkirchen (Melle) | 1665           | Paderborn                       | Jesuit und Kirchenlieddichter                             |
| Aelbert Cuyp                               | 1620           | Dordrecht            | 1691           | Dordrecht                       | niederländischer Landschaftsmaler                         |
| Anton Hülse                                | 1637           | Kranichfeld          | 1712           | Siegen                          | Architekt des Barock                                      |
| Catharina von Wartenberg                   | 1674           | Lobith               | 1734           | Den Haag                        | Maitresse Friedrichs I. von Preußen                       |
| 18. Jahrhundert                            |                |                      |                |                                 |                                                           |
| Jan de Beijer                              | 1703           | Aarau                | 1780           | Rees oder Doesburg              | niederländischer Zeichner                                 |
| Gebhard Leberecht von Blücher              | 1742           | Rostock              | 1819           | Krieblowitz                     | preußischer Generalfeldmarschall                          |
| Friedrich Theodor Bach                     | 1757           | Eisenach             | 1815           | Emmerich                        | Generaldirektor des Wasserbaus am Rhein                   |
| 19. Jahrhundert                            |                |                      |                |                                 |                                                           |
| Andreas Dederich                           | 1804           | Bonn                 | 1886           | Emmerich                        | Ehrenbürger, Professor am staatlichen Gymnasium           |
| Jacob Schneider                            | 1818           | Trier                | 1898           | Kleve                           | Oberlehrer der Physik und der Mathematik                  |
| Carl Adolph Cornelius                      | 1819           | Würzburg             | 1903           | München                         | Historiker                                                |
| Jakob Troost                               | 1820           | Winnekendonk         | 1899           | Emmerich                        | Ehrenbürger, katholischer Pfarrer                         |
| Rudolf Klostermann                         | 1828           | Wengern              | 1886           | Bonn                            | Jurist                                                    |
| Jacques Pilartz                            | 1836           | Köln                 | 1910           | Bad Kissingen                   | Fotograf                                                  |
| Bernhard Sprickmann Kerkerinck             | 1837           | Siegen               | 1915           | Warendorf                       | Ehrenbürger, Amtsgerichtsrat                              |
| Wilhelm Jacob van Bebber                   | 1841           | Grieth               | 1909           | Altona                          | Meteorologe                                               |
| Eduard Marcour                             | 1848           | Kalkar               | 1924           | Koblenz                         | Journalist und Politiker                                  |
| Felix von Hartmann                         | 1851           | Münster              | 1919           | Köln                            | Kardinal                                                  |
| Josef Hilgers                              | 1858           | Kückhoven            | 1918           | Emmerich                        | theologischer Schriftsteller und Jesuit                   |
| Maximilian Freiherr Lochner von Hüttenbach | 1859           | Regensburg           | 1942           | Lindau im Bodensee              | Ehrenbürger Elten, Land- und Forstwirt                    |
| Max Ostermayer                             | 1860           | Weilheim an der Teck | 1942           |                                 | Ehrenbürger, Kaufmann                                     |
| Eduard Zeck                                | 1862           | Düsseldorf           | 1940           |                                 | Ehrenbürger Elten, Bürgermeister des Amtes Elten          |
| Johannes Scheifes                          | 1863           | Aldekerk             | 1936           |                                 | katholischer Priester, Weihbischof in Münster             |
| Stephan Ley                                | 1867           | Bonn                 | 1964           | Bonn                            | Pädagoge                                                  |
| Wilhelm Normann                            | 1870           | Petershagen          | 1939           | Chemnitz                        | Chemiker, Erfinder der Fetthärtung                        |
| Hugo Lederer                               | 1871           | Znaim                | 1940           | Berlin                          | Bildhauer                                                 |
| Wilhelm Kreis                              | 1873           | Eltville am Rhein    | 1855           | Bad Honnef                      | Architekt                                                 |
| Josef Tillmans                             | 1876           | Ramsdorf             | 1935           | Buchschlag                      | Lebensmittelchemiker                                      |
| Adolf Donders                              | 1877           | Anholt               | 1944           | Langenhorst                     | Homiletiker                                               |
| Heinrich Müller-Erkelenz                   | 1878           | Worms                | 1945           | Berlin                          | Architekt                                                 |
| Richard Disch                              | 1887           | Rees                 | 1949           | Steele                          | Beigeordneter der Stadt Emmerich von 1920 bis 1923        |
| Gerhard Storm                              | 1888           | Sonsfeld             | 1942           | KZ Dachau                       | Märtyrer der katholischen Kirche                          |
| Lambert Lensing                            | 1889           | Dortmund             | 1965           | Dortmund                        | Zeitungsverleger und Politiker                            |
| Adolf von Hatzfeld                         | 1892           | Olpe                 | 1957           | Bonn                            | expressionistischer Dichter                               |
| 20. Jahrhundert                            |                |                      |                |                                 |                                                           |
| Alfred Sabisch                             | 1905           | Deuben               | 1986           | Kalkar                          | Bildhauer                                                 |
| Johannes Bettray                           | 1919           | Oberhausen           | 1980           | Troisdorf                       | Theologe                                                  |
| Waldemar Kuhn                              | 1923           | Westheim bei Haßfurt | 2015           | Königsberg in Bayern            | Bildhauer und Künstler                                    |
| Hermann Josef Spital                       | 1925           | Münster              | 2007           | Münster                         | Theologe, Bischof von Trier                               |
| Ernst Müller                               | 1926           |                      | 1993           |                                 | Lehrer und Kunstsammler                                   |
| Dieter Georg Baumewerd                     | 1932           | Braniewo             | 2015           |                                 | Architekt                                                 |
| Hans Maria Wellen                          | 1932           | Kleve                | 1992           | Emmerich                        | Komponist, Organist, Dirigent, Pianist                    |
| Nicolas Born                               | 1937           | Duisburg             | 1979           | Dannenberg                      | Schriftsteller                                            |
| Irene Möllenbeck                           | 1950           | Palzem               |                |                                 | Politikerin                                               |
| Hans Jürgen Prömel                         | 1953           | Bienen               |                |                                 | Mathematiker                                              |
| Wolfgang Keuken                            | 1954           |                      |                |                                 | Fußballspieler                                            |
| Lutz Niemann                               | 1957           | Wolfenbüttel         |                |                                 | Brigadegeneral des Heeres der Bundeswehr                  |
| Harald Katemann                            | 1972           | Bocholt              |                |                                 | Fußballspieler                                            |

## Bürgermeister
Emmerich wurde im Jahr 1233 zur Stadt erhoben.
Seit 1999 arbeiten die Emmericher Bürgermeister hauptamtlich, vorher gab es eine Zweigleisigkeit mit ehrenamtlichem Bürgermeister und hauptamtlichem Stadtdirektor.
19. Jahrhundert • 20. Jahrhundert • 21. Jahrhundert
| Amtszeit                | Name                 | Anmerkungen |
| 19. Jahrhundert         | 19. Jahrhundert      | 19. Jahrhundert |
| ----------------------- | -------------------- | --- |
| 1823–1849               | Friedrich Westermann | |
| 1898–1910               | Hugo Menzel          | Die Ortsteile Leegmeer und Speelberg wurden eingemeindet und die Emmericher Baugenossenschaft gegründet |
| 20. Jahrhundert         |                      | |
| 1910–1922               | Heinrich Langen      | Das Kriegerehrenmal im Rheinpark wurde fertiggestellt. Geprägt ist seine Amtszeit durch einige Friedensjahre, durch die Zeit des Ersten Weltkrieges und durch vier Jahre Nachkriegszeit                                          |
| 1922–1933               | Johannes Alff        | Die Verschönerung des Stadtbildes war Alff ein besonderes Anliegen. Seinen Dienst musste er aus politischen Gründen beenden |
| 1933–1934               | Peter Schuster       | Er war kommissarischer Bürgermeister nach der Machtergreifung |
| 1934–1945               | Lorenz Mai           | Das Rathaus wurde neu gebaut und das Stadtgebiet wesentlich vergrößert |
| 1945–1946               | Hubert Fink          | Er wurde vom englischen Ortskommandanten eingesetzt |
| 1946–1948 und 1952–1961 | Paul Maria van Aaken | Als Architekt war er wesentlich am Wiederaufbau der Stadt beteiligt |
| 1948–1950               | Willi Meenen         | Wiederaufbauarbeiten am Rathaus, Grundsteinlegung der Germaniasiedlung und Bau von städtischen Wohnungen |
| 1950–1952               | Josef Thies          | Er gehörte zu den Mitbegründern der Volkshochschule |
| 1961–1970               | Wilhelm Pieper       | Zahlreiche öffentliche Gebäude wurden errichtet, die Rheinbrücke gebaut, die Autobahn fertiggestellt und die Eisenbahnstrecke elektrifiziert. Emmerich wurde um sechs Ortsteile erweitert. Er war Ehrenbürger der Stadt Emmerich |
| 1970–1988               | Franz Wolters        | Er war ein volksnaher Bürgermeister, Die erste Fußgängerzone wurde gebaut, der Karneval bekam mit einem Umzug einen neuen Höhepunkt, und die erste Städtepartnerschaft wurde geschlossen. Er erhielt das Bundesverdienstkreuz    |
| 1988–1989               | Norbert Giltjes      | Die Gymnasien wurden zusammengelegt und die ehemaligen jüdischen Mitbürger aus aller Welt besuchten Emmerich |
| 1989–1992               | Willi Heering        | |
| 1992–1994               | Irene Möllenbeck     | |
| 1994–1999               | Klaus Krebber        | |
| 1999–2004               | Horst Boch           | |
| 21. Jahrhundert         |                      | |
| 2004–2015               | Johannes Diks        | Die Rheinpromenade wurde neu gestaltet, die Rheinbrücke wurde beleuchtet, Industrie- und Gewerbebauten an prominenten Stellen wurden abgerissen                                                                                  |
| seit 2015               | Peter Hinze          | |